# Pierre Renoir
Pierre Renoir (Parijs, 21 maart 1885 - Parijs, 11 maart 1952) was een Frans acteur en regisseur. Hij was de oudere broer van de Oscarwinnende regisseur Jean Renoir en de zoon van de beroemde schilder Pierre-Auguste Renoir.

## Filmografie (selectie)
- 1924: La Fille de l'eau (Jean Renoir)
- 1932: La Nuit du carrefour (Jean Renoir)
- 1934: Madame Bovary (Jean Renoir)
- 1935: La Bandera (Julien Duvivier)
- 1936: Sous les yeux d'Occident (Marc Allégret)
- 1938: L'Affaire Lafarge (Pierre Chenal)
- 1938: La Marseillaise (Jean Renoir)
- 1938: Le Patriote (Maurice Tourneur)
- 1938: Le Récif de corail (Maurice Gleize)
- 1939: Pièges (Robert Siodmak)
- 1942: Dernier atout (Jacques Becker)
- 1942: Le journal tombe à cinq heures (Georges Lacombe)
- 1944: Le Père Goriot (Robert Vernay)
- 1945: Les Enfants du paradis (Marcel Carné)
- 1946: Le Capitan (Robert Vernay)
- 1949: Menace de mort (Raymond Leboursier)
- 1949: La Ferme des sept péchés (Jean Devaivre)
- 1951: Knock (Guy Lefranc)